# Västergötlands runinskrifter 92
Västergötlands runinskrifter 92 är en vikingatida runsten i Högstena kyrka, Högstena socken och Falköpings kommun. Runstenen är av kalksten. Dess mått är 1,64 gånger 1,38 meter. Runhöjden är 14-18 centimeter. Delar av runstenen har försvunnit och det som återstår av den sattes 1937 fast på utsidan av kyrkans västra vägg. Den har tidigare varit inlagd i kyrkgolvet och senare även i en innervägg. Stenens ursprungliga plats är inte känd.

## Inskriften
Translitterering av runraden:
: iarutr : auk : a[uþin : risþu : s... ... ... as]ur : faþur : sin : bunt͡(a) : hrþa : kuþan :
Normalisering till runsvenska:
Iarundr ok Auðinn ræistu s[tæin þenna æftiʀ] Assur, faður sinn, bonda harða goðan.
Översättning till nusvenska:
Jarund och Ödin reste denna sten efter Assur, sin fader, en mycket god bonde.